# Les Enfants de la mer (série documentaire)
Pour les articles homonymes, voir Les Enfants de la mer.
Les Enfants de la mer est une série documentaire française consacrée à l'environnement, diffusée du 25 octobre au 6 décembre 2015 sur France ô, puis rediffusée sur France 3 et sur France 4.

## Concept de l'émission
Cette série cherche à sensibiliser les jeunes à mieux traiter la nature. L’animateur, Jean-Louis Etienne, Nathalie Simon ou Nicolas Vanier, réunit deux adolescents, pendant quatre jours, période durant laquelle les deux jeunes essayent de mieux comprendre les différents écosystèmes du littoral français, en métropole ou en outre-mer.

## Épisodes
| Épisode | Lieu       | 1re diffusion    | Résumé |
| ------- | ---------- | ---------------- | --- |
| 1       | Guadeloupe | 25 octobre 2015  | Jean-Louis Etienne invite Charlotte et Théo à la découverte de la faune et la flore de la Guadeloupe. |
| 2       | Normandie  | 25 octobre 2015  | Avec Jean-Louis Etienne, Maelys et Emma partent découvrir la faune marine normande. |
| 3       | Polynésie  | 22 novembre 2015 | Nathalie Simon réunit Ilana et Henere en Polynésie. Au sommaire : une plongée avec les baleines, une balade sur une pirogue traditionnelle, une pêche au mahi-mahi, une leçon de surf sur la plage de Teahupo'o, et une découverte des tortues de mer. |
| 4       | PACA       | 22 novembre 2015 | Rua, 20 ans, quitte la Polynésie pour se rendre à Marseille. Là-bas, elle fait la connaissance de Joey, 19 ans. Avec Nathalie Simon, ils parcourent durant quatre jours la Provence pour mieux connaître sa biodiversité et le travail des gens du milieu de la mer. Au programme notamment : la voile traditionnelle, la pêche, les technologies marines, et une balade à vélo dans le parc naturel de Fos-sur-Mer. |
| 5       | La Réunion | 6 décembre 2015  | Nina, une surfeuse de 16 ans, originaire d'Aquitaine, s'envole pour la Réunion où elle est accueillie par Morgane, une plongeuse de 19 ans. Accompagnées de Nicolas Vanier, les deux adolescentes vont à la rencontre des passionnés et des spécialistes du monde marin. Plongée sous-marine, pêche et clinique des tortues sont notamment au programme.                                                             |
| 6       | Aquitaine  | 6 décembre 2015  | Accompagné de Marine et Jérémie, Nicolas Vanier explore la dune du Pilat. |